# Euploea fuscosa
Euploea fuscosa är en fjärilsart som beskrevs av Grose-smith 1894. Euploea fuscosa ingår i släktet Euploea och familjen praktfjärilar. Inga underarter finns listade i Catalogue of Life.